# Babianka (wieś)
Babianka – wieś w Polsce położona w województwie lubelskim, w powiecie parczewskim, w gminie Parczew. Leży przy drodze wojewódzkiej nr 813.
Wieś królewska, położona było w drugiej połowie XVI wieku w powiecie lubelskim województwa lubelskiego. Była własnością Jana Gabriela Tęczyńskiego, który w 1547 roku zamienił m.in. Babiankę za wsie królewskie. W latach 1944–1954 miejscowość była siedzibą gminy Tyśmienica. W latach 1975–1998 miejscowość administracyjnie należała do województwa bialskopodlaskiego.
Wieś stanowi sołectwo w gminie Parczew. Według Narodowego Spisu Powszechnego z roku 2011 wieś liczyła 133 mieszkańców.
Wierni Kościoła rzymskokatolickiego należą do parafii Parafia Niepokalanego Poczęcia NMP w Ostrowie Lubelskim.

## Historia
Według noty słownika z roku 1880 Babianka to wieś i folwark w powiecie włodawskim, gminie Tyśmienica, parafii Ostrów folwark posiadał przestrzeni 1279 mórg. Według spisu z 1827 roku wieś liczyła 15 domów i 106 mieszkańców.